# Felipe Fernández Argumedo
Felipe Fernández Argumedo (Jerez de la Frontera, España, 3 de octubre de 1741 - Londres, Inglaterra, 27 de agosto de 1815) fue un presbítero y gramático español.

## Biografía
Felipe Fernández Argumedo nació en Jerez de la Frontera el 3 de octubre de 1741. siendo bautizado en la iglesia parroquial de Santiago.
Siendo presbítero se sintió imbuido de las ideas de la Ilustración bajo la influencia de personalidades del momento como Jovellanos, que durante su estancia en Sevilla en 1775 promovió la creación de Sociedad Patriótica de Sevilla.
Ello motivó a Fernández a la creación en Jerez de la Real Sociedad Patriótica en 1786, con el apoyo de arzobispo de Sevilla D. Alonso Marcos de LLanes y Argüelles, para "el fomento de la agricultura, industrias, artes y oficios".
Pero a pesar de tanto esfuerzo, incluoso redactó los Estatutos de la Sociedad, la lucha de intereses entre los grupos de poder de la ciudad relegaron a Fernández a un puesto anecdótico.
A estas circunstancias se unirían los trágicos sucesos de la Francia Revolucionaria de 1789, lo que provocaría una situación de estado policial que puso bajo sospecha a personas como Fernández, que sería vigilado por la Inquisición y apedreado por el populacho soliviantado por el clero conservador.
Ante tales hechos no tuvo más remedio que exiliarse a Inglaterra tomando el camino de Gibraltar. Allí sería acogido como profesor de español de importantes miembros de la aristocracia londinense, incluido Lord Holland, que veinte años más tarde sería un destacado hispanista y protector de liberales españoles como Blanco White. 
Será un prolífico autor de obras para el aprendizaje de la lengua española, así como responsable de cuidadosas ediciones de clásicos literarios como Don Quijote de la Mancha o Gil Blas (en la versión española del Padre Isla), sin olvidar sus trabajos de traductor: del Gil Blas al portugués, o de La Historia de Rasselas, Príncipe de Abisinia, de Samuel Johnson, al español.
Felipe Fernández fallecería en Londres el 27 de agosto de 1815, a la edad de 74, siendo enterrado en la iglesia de Saint Alban. Desgraciadamente este edificio sufrió los efectos de las bombas durante la Segunda Guerra Mundial y sus restos quedaron dispersados entre los escombros
Este jerezano nunca olvidaría sus orígenes, teniendo siempre el cuidado de firmar sus libros remarcando su cargo de presbítero, su profesión de maestro y su lugar de nacimiento.
Desde el 2008 una calle en Jerez lleva su nombre a propuesta de la asociación cultural jerezana, Cine-Club Popular.
Y en el 2009 la Biblioteca Municipal de Jerez recibió de José Luis Jiménez, en concepto de donación, un ejemplar de 1812 de su obra New Practical Grammar.

## Obras más destacadas
- A New Practical Grammar of the Spanish Language in Five Parts  (F. Wingrave. London, 1797).  Primera edición de unas Díez que se hicieron de ella hasta 1828, incluida una edición para los Estados Unidos en Filadelfia.
- Synoptic Tables of the Spanish Grammar, and of all the difficulties which the Spanish language can present.(G.&W. B. Whitaker, Baldwin, Cradock & Joy, and Longman, Hurts & Co. Liverpool, 1822?).
- Exercises on rules of construction of the Spanish Language. Consisting of Passages Extracted from the best authors, with references to the rules of the Spanish Grammar (Printed for F. Wingrave. London, 1798).
- The first Dictionary of two Languages under a single alphabet, English and Spanish.. (Printed for the Author by J. McCreery. London, 1811). Primera edición.